# Den beboelige zone
Den beboelige zone eller guldlokzonen er et begreb der bruges i astronomien og astrobiologien til at betegne et område omkring en stjerne, hvor der er betingelser for liv, som vi kender det på Jorden. Disse betingelser er, næst efter en eller flere energikilder, at vand findes i flydende form, og at der er grundstoffer tilstede til opbygning af levende organismer, samt tilstrækkelig energi til at opretholde stofskifte. På engelsk har den beboelige zone en række udtryk som "habitable zone", "HZ", "life zone," "ecosphere," "circumstellar habitable zone", "CHZ" og "Goldilocks Zone". Betegnelsen Goldilokskanten eksisterer også og dækker over en bredere opfattelse af beboelighed.
Da flydende vand er en betingelse for alt kendt liv, betragter man exoplaneter i denne zone som potentielle værter for extraterrestrisk liv. En planet, som opfylder betingelserne for at opretholde liv, kaldes beboelig, selvom livet ikke er opstået på den eller udfolder sig på den. 
Hvis observationerne fra Keplerteleskopet analyseres statistisk, kommer man frem til at omkring en ud af fem sol-lignende stjerner har en planet der ligner Jorden i den beboelige zone, og det betyder at den nærmeste beboelige planet findes inden for en afstand af 12 lysår. Det anslås nu (juni 2020), at 18% af sollignende stjerner har en jordlignende planet i den beboelige zone.
Etymologien til "Goldilocks Zone": Udtrykket stammer fra historien om "Guldlok og de tre bjørne" hvor Guldlok vælger ikke for varmt, ikke for koldt, ikke for stor, ikke for lille.

## Flydende vand
For at flydende vand kan være til stede, forudsætter man en planet, der er jord-lignende og af jord-størrelse med en lignende sammensætning og et lignende atmosfærisk tryk. Faktorer, som bidrager til at liv er opstået og opretholdes på Jorden, er afstanden fra Solen, omløbsbanens excentricitet, rotationshastigheden, aksehældningen, den geologiske historie, en beskyttende atmosfære og magnetfeltet. Ved at analysere det lys der passerer gennem exoplanetens atmosfære, har man med Hubble rumteleskopet kunnet konstatere vand på fem exoplaneter.

## Antallet af exoplaneter
Siden begyndelsen af 1990erne er der blevet verificeret flere tusinde exoplaneter og skønt de første exoplaneter, der blev fundet, var betydeligt større end Jorden, er der nu mange kandidater til planeter i den beboelige zone på Keplerteleskopets liste, samtidig med at vurderingen er, at der findes mindst 500 millioner sådanne planeter i Mælkevejen. Også Jord-lignende planeter er fundet inden for den beboelige zone med Kepler-22b som det første opsigtsvækkende eksempel.
Her er NASA's opgørelse af små bebelige planeter pr. april 2015 (efter størrelse): Kepler-438b, Kepler-186f, Kepler-442b, Kepler-62f, Kepler-296e, Kepler-62e, Kepler-296f og Kepler-440b.
I maj 2016 annoncerede NASA verificeringen af 1.284 nye exoplaneter (næsten en fordobling af antallet af verificerede), deriblandt 9 potentielt beboelige exoplaneter. Samme år fandt forskere yderligere mere end 100 exoplaneter, med den røde dværgstjerne K2-72 som den mest bemærkelsesværdige med 2 potentielt beboelige exoplaneter.
I februar 2017 annoncerede NASA fundet af Trappist-1-systemet med syv jordlignende planeter omkring en dværgstjerne, hvor tre planeter befinder sig i den beboelige zone: Trappist-1e, Trappist-1f og Trappist-1g.

## Nogle exoplaneter i den beboelige zone
- LHS1140b [10]
- TRAPPIST-1[11][9][12][13]
- Kepler-186f, Gliese 581g, Gliese 667Cc,  Kepler-22b, HD 40307g, HD 85512b, Tau Ceti e, Gliese 163c, Gliese 581d, Tau Ceti f[14]
- WASP-17b, HD209458b, WASP-12b, WASP-19b og XO-1b[5]
- K2-18b

Se også en dynamisk liste over beboelige exoplaneter og 

## Eksterne links og henvisninger
1. ↑  "Hvad gør en planet beboelig? Videnskab.dk". Arkiveret fra originalen 19. maj 2015. Hentet 18. maj 2015.
2. ↑  von Hegner, Ian. A limbus mundi elucidation of habitability: the Goldilocks Edge, International Journal of Astrobiology (2020), Vol. 19.
3. ↑  "Who truly discoeverd Gliese 667C? Lee Billings". Arkiveret fra originalen 22. november 2014. Hentet 22. november 2014.
4. ↑  "Study: 18% of Sun-Like Stars May Host Potentially Habitable Earth-Sized Exoplanets. SciNews 2020". Arkiveret fra originalen 17. juni 2020. Hentet 17. juni 2020.
5. 1 2  "Hubble catches a whiff of water. NASA". Arkiveret fra originalen 26. februar 2014. Hentet 27. februar 2014.
6. ↑  "NASA Chief Scientist Ellen Stofan Predicts We'll Find Signs Of Alien Life Within 10 Years. Huffpost Science". Arkiveret fra originalen 9. april 2015. Hentet 8. april 2015.
7. ↑  "NASA just announced the discovery of 1,284 new alien planets. ScienceAlert". Arkiveret fra originalen 19. juli 2016. Hentet 22. juli 2016.
8. ↑  "NASA's Kepler telescope just found two planets that could support life. ScienceAlert". Arkiveret fra originalen 22. juli 2016. Hentet 22. juli 2016.
9. 1 2  "TRAPPIST-1. PRESENTING HUMANITY WITH MANY OPPORTUNITIES TO STUDY TERRESTRIAL WORLDS BEYOND OUR SOLAR SYSTEM". Arkiveret fra originalen 3. maj 2016. Hentet 19. januar 2021.
10. ↑  "Newfound Alien Planet Is Best Place Yet to Search for Life. Space.com 2017". Arkiveret fra originalen 22. april 2017. Hentet 22. april 2017.
11. ↑  Morten Greve (22. februar 2017). "Stjernesystem med rekordmange jordlignende planeter fundet". DR. Arkiveret fra originalen 23. februar 2017. Hentet 23. februar 2017.
12. ↑  "TRAPPIST-1: System with 7 Earth-Size Exoplanets. Space.com 2017". Arkiveret fra originalen 28. februar 2017. Hentet 22. april 2017.
13. ↑  "Atmosphere discovery makes Trappist-1 exoplanet priority in hunt for alien life. The Guardian 2017". Arkiveret fra originalen 20. maj 2017. Hentet 20. maj 2017.
14. ↑  "10 Exoplanets That Could Host Alien Life. Space com 2014". Arkiveret fra originalen 23. april 2017. Hentet 22. april 2017.
15. ↑  "Habitable exoplanets catalog. HPL". Arkiveret fra originalen 11. februar 2018. Hentet 10. august 2015.

- NASA's Kepler Discovers Its Smallest 'Habitable Zone' Planets to Date. April 2013 Arkiveret 8. maj 2020 hos  Wayback Machine
- Er vi alene i universet? Videnskab.dk Arkiveret 3. juni 2013 hos  Wayback Machine
- Astrobiologi. Naturvidenskab for alle Arkiveret 25. maj 2013 hos  Wayback Machine
- En beboelig verden. Videwnskab.dk Arkiveret 10. februar 2012 hos  Wayback Machine
- Mælkevejen huser 10 milliarder potentielt beboelige planeter. Videnskab.dk Arkiveret 13. januar 2012 hos  Wayback Machine
- Jordens tvilling granskes for intelligent liv Arkiveret 15. februar 2012 hos  Wayback Machine
- Kepler – A search for habitable planets Arkiveret 12. juni 2015 hos  Wayback Machine
- The Habitable Exoplanets Catalog – Katalog over de beboelige exoplaneter Arkiveret 20. november 2011 hos  Wayback Machine
- The Extrasolar Planets Encyclopaedia Arkiveret 20. maj 2011 hos  Wayback Machine
- Livsvigtigt molekyle fundet i beboelige zoner i rummet Arkiveret 18. november 2012 hos  Wayback Machine
- 8 Worlds where life might exist. Space.com (Webside ikke længere tilgængelig)